# Chlum Svaté Maří

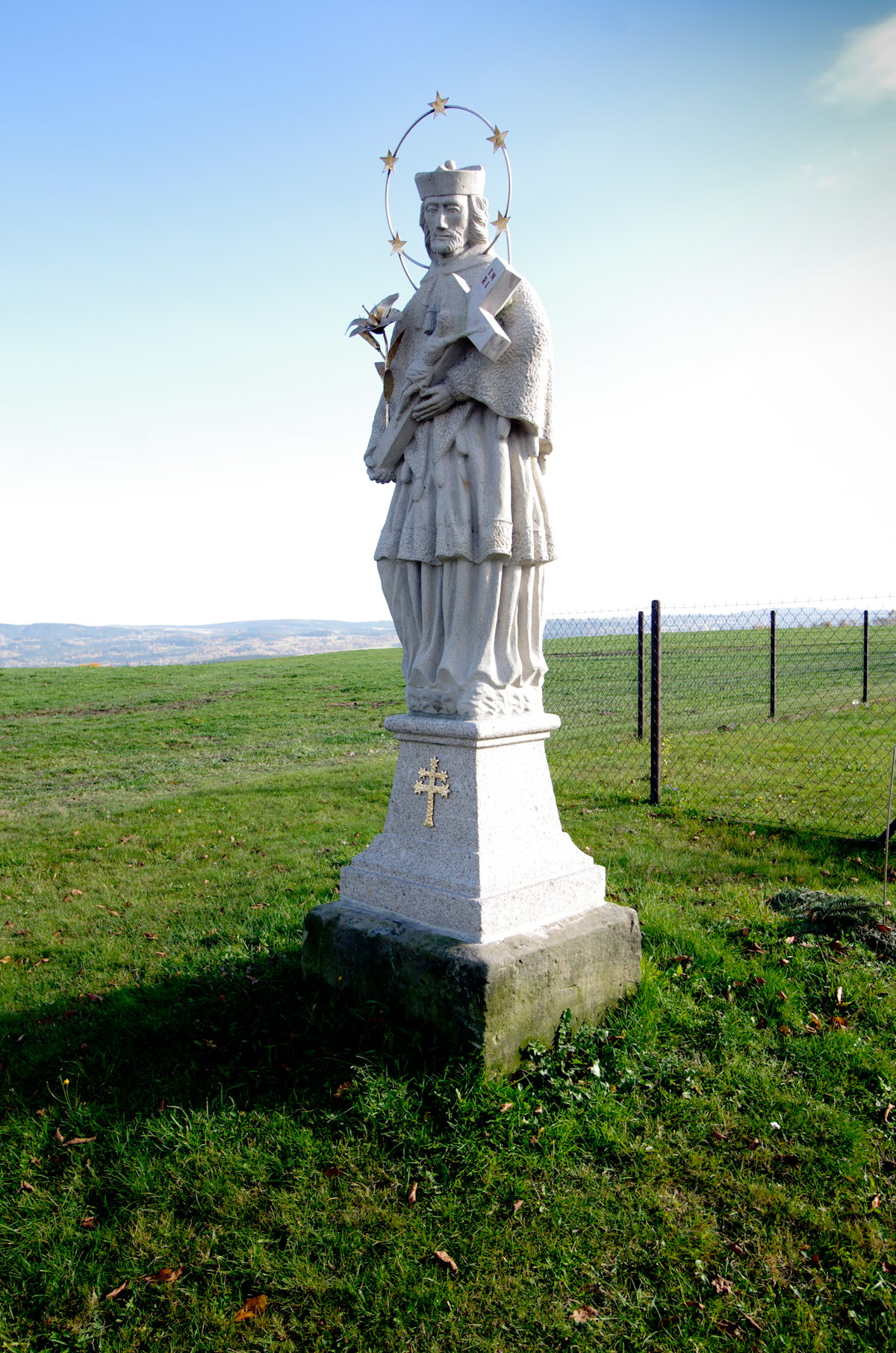
Socha svatého Jana Nepomuckého

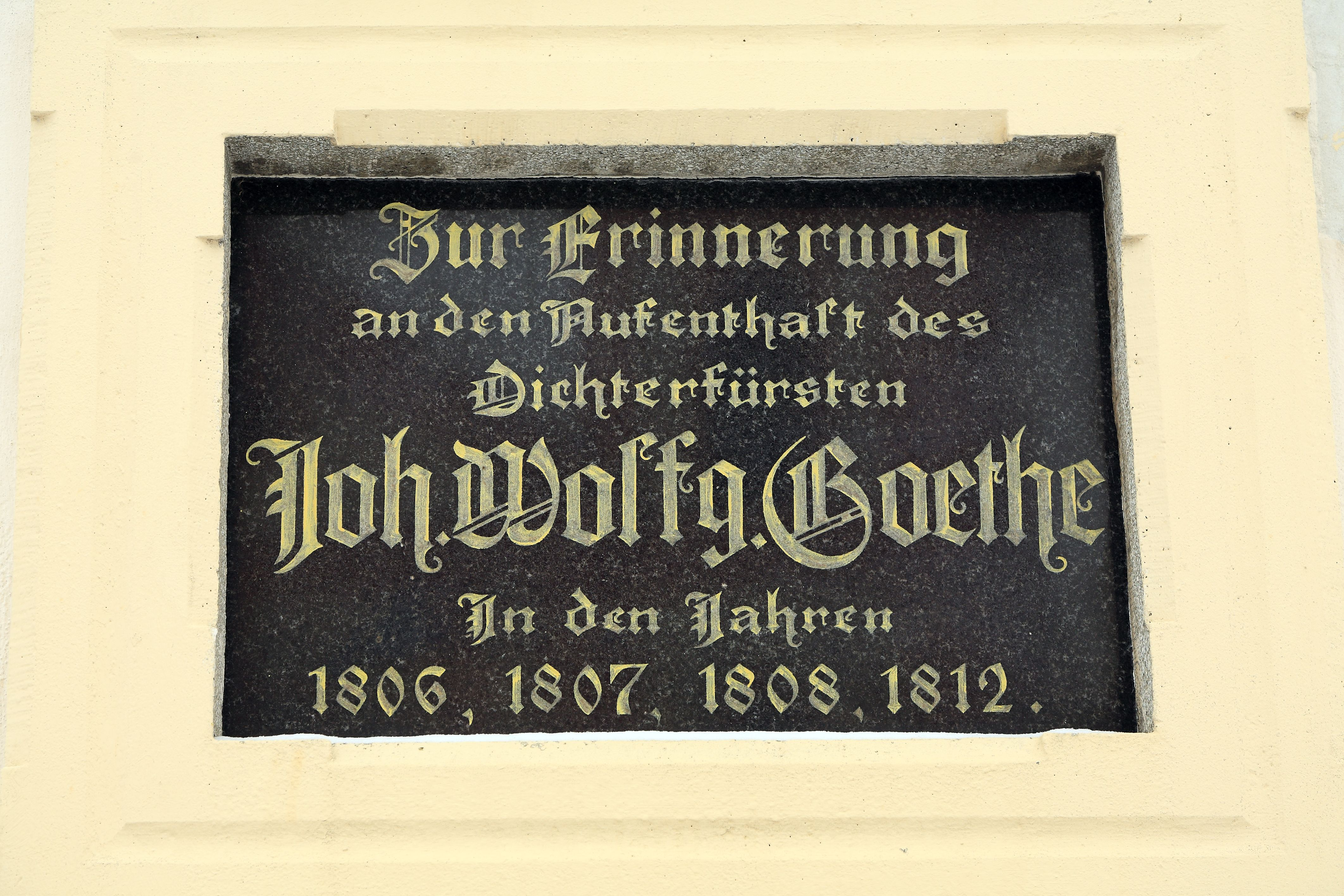
Pamětní deska, upomínající na opakovaný pobyt německého spisovatele Johanna Wolfganga von Goethe

Chlum Svaté Maří (německy Maria Kulm, v letech 1960 až 1990 Chlum nad Ohří) je obec v západních Čechách v okrese Sokolov v Karlovarském kraji. Leží na okraji Sokolovské pánve v podhůří Krušných hor. Žije zde 317 obyvatel.
Obec je známá konventem řádu Křižovníků s červenou hvězdou a poutním kostelem Nanebevzetí Panny Marie. Odehrává se zde děj nesmírně populární divadelní hry Loupežníci na Chlumu z roku 1814 od Heinricha Cuno.

## Název
Většina historiků předpokládá, že základem pojmenování bylo slovanské slovo chlum ve významu kopec nebo pahorek. Oblast horního Poohří byla až do raného středověku řídce osídlena slovanským obyvatelstvem, jež brzy vystřídalo německé etnikum. Původní německé pojmenování (Kulm) vychází ze slova chlum. Teprve od poloviny 17. století se vyskytuje v podobě Maria Kulm, podle poutního místa zasvěcené Panně Marii. Název Drsného Chlumu, jehož zástavba těsně navazovala na Chlum Svaté Maří, pochází z poloviny 17. století, a to v podobě Rauenkulm. Nejstarším doloženým místním názvem v obci Chlum Svaté Maří je název osady Rusov v ustálené podobě Reissengrün. Teprve na počátku 19. století vznikla při vrcholu Zeleného vrchu osada Svatá Maří Pomocná, v podobě Mariahilfsberg. Název osady vycházel z polohy na kopci nad mariánským poutním místem a k poctění pomáhající Matky Boží. České názvy lokalit Chlum Svaté Maří, Drsný Chlum a Svatá Maří Pomocná byly po dřívějších pokusech o počeštění vytvořeny úředně v roce 1923 a používaly se zároveň vedle německých názvů. V letech 1938 až 1945 bylo území obce v důsledku uzavření Mnichovské dohody přičleněno k nacistickému Německu; v tomto období byly české místní názvy v pohraničí zrušeny, obnoveny byly až po skončení druhé světové války. Při tom dostala také české jméno osada Rusov. Roku 1960 došlo z ideologických důvodů k přejmenování Chlumu Svaté Maří na Chlum nad Ohří. K původnímu názvu Chlum Svaté Maří se obec vrátila 1. září 1990.

## Historie
První písemná zmínka o obci pochází z roku 1341. Vznik územního celku obce je poměrně složitý. Tvoří jej území čtyř původně samostatných lokalit a to Chlumu Svaté Maří, Drsného Chlumu, Svaté Maří Pomocné a Rusova. Teprve v letech 1922 a 1923 se sloučily do jedné obce.
Velká část území v okolí Zeleného vrchu byla ve 14. století v držení šlechtického rodu Reissengrünerů. Počátky jsou spojeny s Rusovem, tehdy Reissengrün, kde se zřejmě nacházelo sídlo Reissengrünerů.
V letech 1850–1910 se obec jmenovala jen Chlum v okrese Falknov, v roce 1921–1930 obec Chlum Svaté Maří v okrese Falknov nad Ohří, v roce 1931–1950 obec Chlum Svaté Maří, v okrese Falknov nad Ohří, v roce 1950 obec Chlum Svaté Maří v okrese Sokolov, v roce 1961–1990 obec Chlum nad Ohří v okrese Sokolov, od 1. září 1990 Chlum Svaté Maří v okrese Sokolov.
V letech 1850–1874 k obci patřily Kaceřov a Lítov.

## Obyvatelstvo
Časová posloupnost osídlování není přesně známá. Nejstarší písemné zmínky o místních osadách jsou časově značně vzdálené o doby jejich založení. Dobový zájem o mariánský kult ve 14. století přispěl k nárůstu obyvatel. Přicházelo mnoho poutníků, kterým zdejší obyvatelstvo poskytovalo ubytovací a pohostinské služby. K výraznějšímu populačnímu nárůstu došlo v 19. století v souvislosti s rozvojem hospodářství a nárůstem pracovních příležitostí. Až do vzniku Československa zde žilo pouze německé obyvatelstvo. Poté přicházeli z vnitrozemí i Češi, ale v dalších letech rostl jejich počet jen nepatrně. Statistické údaje ze sčítání obyvatel uvádějí, že v roce 1921 žilo v Chlumu Svaté Maří 31 Čechů, v roce 1930 to bylo 35 Čechů. Po druhé světové válce byla od 16. dubna 1946 do 18. února 1947 odsunuta většina německého obyvatelstva. Odsun změnil stav osídlení obce a jeho národnostního složení. Z nuceného vysídlení Němců byli vyňati lidé označovaní tehdy jako specialisté, nepostradatelní pro chod národního hospodářství. Zůstal zde proto značný počet německých horníků a tak Němci nadále tvořili většinu místního obyvatelstva. Na základě dekretu prezidenta republiky byl německým obyvatelům zkonfiskován veškerý nemovitý majetek. Až později mohli němečtí obyvatelé, kteří zde zůstali a jimž bylo uděleno československé státní občanství, dostat zpět užívanou část svého majetku do vlastnictví. Od roku 1953, kdy zdejší Němci získali ze zákona československé státní občanství, mohli požádat o navrácení části svého majetku.
Při sčítání lidu v roce 1921 zde žilo 870 obyvatel, z nichž byli dva Čechoslováci, 861 Němců a sedm cizinců. Všichni se hlásili k římskokatolické církvi.
| Rok            | 1869 | 1880 | 1890 | 1900 | 1910 | 1921 | 1930  | 1950 | 1961 | 1970 | 1980 | 1991 | 2001 | 2011 | 2021 |
| -------------- | ---- | ---- | ---- | ---- | ---- | ---- | ----- | ---- | ---- | ---- | ---- | ---- | ---- | ---- | ---- |
| Počet obyvatel | 874  | 843  | 800  | 881  | 834  | 870  | 1 505 | 668  | 638  | 472  | 326  | 283  | 298  | 301  | 266  |
| Počet domů     | 112  | 120  | 120  | 113  | 117  | 115  | 218   | 215  | 149  | 113  | 88   | 115  | 117  | 127  | 132  |

| Rok            | 1869  | 1880  | 1890  | 1900  | 1910  | 1921  | 1930  | 1950 | 1961 | 1970 | 1980 | 1991 | 2001 | 2011 | 2021 |
| -------------- | ----- | ----- | ----- | ----- | ----- | ----- | ----- | ---- | ---- | ---- | ---- | ---- | ---- | ---- | ---- |
| Počet obyvatel | 1 469 | 1 379 | 1 333 | 1 465 | 1 516 | 1 553 | 1 543 | 688  | 642  | 472  | 326  | 283  | 298  | 301  | 266  |
| Počet domů     | 194   | 203   | 207   | 198   | 204   | 201   | 221   | 219  | 149  | 113  | 88   | 115  | 117  | 127  | 132  |

## Pamětihodnosti
- Poutní kostel Nanebevzetí Panny Marie a svaté Maří Magdaleny
- gotická soška sedící Panny Marie Chlumské (zvaná též Kulmská, Kulmenská) ze 14. století
- Proboštství svaté Maří Magdalény
- Smírčí kříž
- Socha Ecce Homo
- U zaniklé osady Rusov, která se nacházela u silnice z vesnice do Bukovan, stál ve 14. století na neznámém místě hrad Rusov zmiňovaný v letech 1318 a 1370.[10]
- Pomník Johanna Michaela Kahlera

## Zajímavosti
- Panně Marii Chlumské byla zasvěcena 18. kaple Svaté cesty z Prahy do Staré Boleslavi, která byla založena v letech 1674–1690.
- Dne 6. června 2022 se na závěr sjezdu Sudetoněmeckého krajanského sdružení  konala v Chlumu Svaté Maří Pouť smíření, na kterou přijelo zhruba 150 sudetských Němců v čele s předsedou sdružení Berndem Posseltem.[11]